# Genoa Cricket and Football Club Waterpolo
Il Genoa Cricket and Football Club Waterpolo è stata la sezione pallanuotistica della polisportiva Genoa Cricket and Football Club. Essa venne inaugurata nel dicembre 1911 sotto la dirigenza di Edoardo Pasteur, uno dei primi presidenti del Genoa.

## Storia
La sezione pallanuotistica della polisportiva venne fondata il 18 dicembre 1911 sotto la presidenza di Edoardo Pasteur, grazie all'iniziativa del fratello Enrico. Il 9 gennaio dell'anno seguente entrò nel sodalizio anche l'inglese James Gilbert Sanders, fondatore quattro anni prima della Rari Nantes Genova. Questa sezione, come quella calcistica, assume subito grande prestigio nel territorio italiano, vincendo il primo campionato di pallanuoto nel 1912, battendo per quattro a uno i napoletani della Partenope nell'unica partita del torneo. I rossoblu si ripetono l'anno successivo piazzandosi primi davanti a Lazio e Partenope. Nel 1915 la sezione pallanuotistica vince il terzo titolo consecutivo nell'ultimo campionato italiano prima della sosta bellica. Alla ripresa dei campionati nel 1919 è ancora la squadra di Genova a portare a casa il titolo, vincendo il quarto consecutivo. Nel 1920 la squadra si aggiudicò il Torneo Preolimpico di Millesimo.
La sezione pallanuotistica del Genoa terminò l'attività al termine della stagione 1922, non iscrivendosi al torneo successivo.

## Palmarès

### Trofei nazionali
- Campionato italiano: 4

1912, 1913, 1914, 1919